# Déraillé
Déraillé (titre original : Raising Steam) est le trente-cinquième et dernier livre des Annales du Disque-monde, saga écrite par Terry Pratchett. Il a été publié en novembre 2013 en Grande-Bretagne puis le 21 novembre 2014 en France chez les éditions L'Atalante et le 14 février 2019 aux éditions Pocket, traduit par Patrick Couton.

## Résumé
Le progrès, incarné par la machine à vapeur - « Poutrelle de fer » - de Richard Simnel, arrive à Ankh-Morpork, et chacun espère en tirer sa part. Dans le même temps, des extrémistes traditionalistes nains ourdissent un plan pour renverser Rhys Rhysson, le Petit Roi des nains.
Pour Moite von Lipwig, alors ministre des finances et directeur de la banque d'Ankh-Morpok, tout se complique lorsqu'il se voit confier un nouveau portefeuille par le Seigneur Vétérini, celui de ministre des transports. Avec l'aide d'Henri Roi et par la suite de celle du commissaire divisionnaire Samuel Vimaire, il va mettre sur les rails la toute nouvelle avancée technologique, tout en tentant de faire échouer les manœuvres et les attentats organisés par les extrémistes nains.